# Ельня
Е́льня — город (с 1776 года) в России, административный центр Ельнинского района Смоленской области. Население — 7911 человек (2024).
Город награждён орденом Отечественной войны I степени (1981). 8 октября 2007 года указом Президента Российской Федерации Ельне присвоено почётное звание Российской Федерации «Город воинской славы».
Железнодорожная станция Ельня на однопутной неэлектрифицированной линии Смоленск — Сухиничи.

## Географическое положение
Город расположен в юго-восточной части Смоленской области и занимает водораздельное плато — часть так называемого «Ельнинского узла» Смоленско-Московской возвышенности. Реки, берущие здесь начало, растекаются в разных направлениях. Ужа (левый приток непосредственно Днепра), берёт начало северо-западнее Ельни и течёт в северном направлении. Десна (крупнейший левый приток Днепра) берёт начало северо-западнее Ельни, несёт свои воды в южном направлении. С севера на юг течёт также река Стряна, правый приток Десны. Река Угра (бассейн реки Оки) берёт начало в юго-восточном углу района, течёт через его территорию в северном направлении, а затем у деревни Следнево круто поворачивает на восток и уходит в пределы Всходского района. В реку Угру в Ельнинском районе впадает Усия (левый приток) и Демина (правый). На западе, близ границы Ельнинского и Починковского районов, начинается бассейн реки Хмары (приток Сожа).

## История
Считается, что Ельня впервые упоминается как Елна в Уставной грамоте смоленского князя Ростислава «От Елны урока три гривны и лисица»(по другим источникам, в грамоте «О погородье и почестьи», составленной между 1211—1218 годами).
В 1239 году поселение подверглось набегу монголо-татарского отряда. Первое устное упоминание в былине про Соловья Разбойника и Илью Муромца.Соловей, князь балтского племени голяди, имел свой Центральный городок,и оказывал сопротивление Киеву. Под Ельней в селе Леонидове, у креста Леонидова, Соловей был пленён воеводою киевским, Ильёй. Голядь потеряла независимость.
В XV веке Ельня вместе со Смоленским княжеством находилась в составе Литвы, а в 1608 году была пожалована «на вечность» пану Сапеге, но вскоре была завоёвана Московским государством.
Во время польско-шведской интервенции Ельня была возвращена в состав Великого княжества Литовского, однако в 1654 году, в период войны с Польшей, начавшейся после воссоединения России с Украиной, она снова была присоединена к Московскому государству. С этого времени по 70-е годы XVIII века — дворцовое село.
В 1776 году Ельня стала городом и уездным центром Смоленского наместничества. К этому времени в городе было 4 улицы, 9 переулков, 131 жилой дом, богадельня, кузница, харчевня и питейный дом.
В 1780 году был утверждён регулярный план, по которому город и развивался в последующее время.
В 1812 году Ельня в числе других русских городов подверглась нашествию французских войск, а во время наступления русской армии здесь около двух суток находился М. И. Кутузов со своим штабом.
Во второй половине XIX века была построена железная дорога Тула-Смоленск, проходившая через город. Дорога способствовала экономическому развитию и росту торговли Ельни, были организованы предприятия по переработке сельхозпродуции.
Годы Великой Отечественной войны
Менее чем через месяц с начала войны, 18 июля, у города появились немецкие танки. Вермахт обладал численным преимуществом, поэтому в результате неравных боёв советские войска были вынуждены укрепиться в 18 километрах восточнее Ельни. Линия фронта, расчленившая район на две части, образовала знаменитый Ельнинский выступ. Тем не менее использовать своё преимущество гитлеровцы не смогли. Части Красной армии предприняли наступательную операцию. В течение 26 дней шли упорные кровопролитные бои, во время которых войска 24-й армии при поддержке авиации разгромили ельнинскую группировку немецко-фашистских войск и ликвидировали Ельнинский выступ. 6 сентября над Ельней снова взвился красный флаг. У врага был отбит третий советский город (после Великих Лук и Сольцов).
В боях на ельнинской земле советские воины проявили чудеса отваги. 14 солдатам и офицерам было присвоено звание Героя Советского Союза. Здесь во время самых ожесточённых боёв 1941 года родилась Советская гвардия; 18 сентября 1941 года приказом Наркома обороны, наиболее отличившимся в боях соединениям, было присвоено звание «гвардейских».
Во второй половине сентября в Ельне побывали иностранные журналисты, среди которых была фотограф журнала Life Маргарет Бурк-Уайт, сделавшая несколько известных снимков освобождённого города.
Повторное взятие немцами города произошло через месяц, 6 октября, и длилось до 30 августа 1943 года, когда в ходе Ельнинско-Дорогобужской операции он был освобождён силами 10-й гвардейской и 21-й армий при поддержке частей 2-го гвардейского танкового корпуса (Западный фронт).
В честь освобождения города в Москве был дан салют 12 артиллерийскими залпами из 124 орудий.
В 1990-х годах отдельно от основной городской застройки был построен квартал многоквартирных домов — Кутузовский микрорайон54°35′49″ с. ш. 33°10′59″ в. д.
Люди, связанные с городом
- Глинка, Михаил Иванович
- Исаковский, Михаил Васильевич
- Конёнков, Сергей Тимофеевич
- Маковский, Иосиф Исаакович
- Руделёв, Владимир Георгиевич
- Рукосуев, Вениамин Николаевич

## Награды

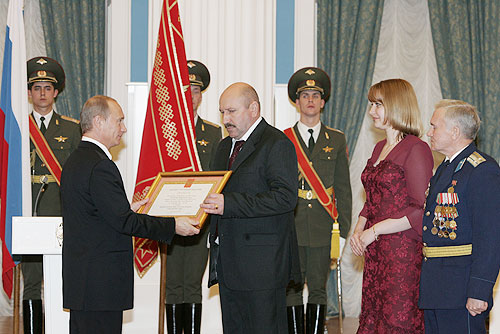
Вручение Грамоты о присвоении Ельне почётного звания «Город воинской славы» главе муниципального образования «Ельнинский район» Николаю Мищенкову.

- Почётное звание Российской Федерации «Город воинской славы» (8 октября 2007 года) со вручением грамоты от Президента России — за мужество, стойкость и массовый героизм, проявленные защитниками города в борьбе за свободу и независимость Отечества.
- Орден Отечественной войны I степени (28 июля 1981 года) — за мужество и стойкость, проявленные защитниками города в годы Великой Отечественной войны, активное участие трудящихся в партизанском движении и успехи, достигнутые в хозяйственном и культурном строительстве.

## Символика
Исторический герб города Ельня Смоленского наместничества Высочайше утверждён 10 (21) октября 1780 года с описанием: В верхней части щита герб Смоленский: в серебряном поле черная пушка на золотом лафете, а на пушке райская птица. В нижней — три дерева ели в белом поле, означающия имя сего города.
Современный герб города, включающий ленту ордена Отечественной войны I степени и скрещённые мечи — символ Города воинской славы — подчёркивает историческую, культурную и геральдическую преемственность, неразрывную связь многих поколений жителей города. Ему соответствует флаг Ельни, утверждённый 20 августа 2010 года и 29 марта 2011 года внесён в Государственный геральдический регистр Российской Федерации с присвоением регистрационного номера 6717.

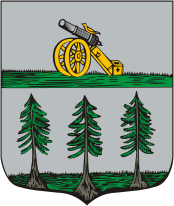
Герб Ельни 1780 года
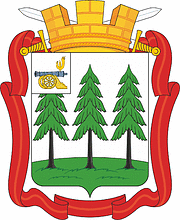
Современный герб Ельни
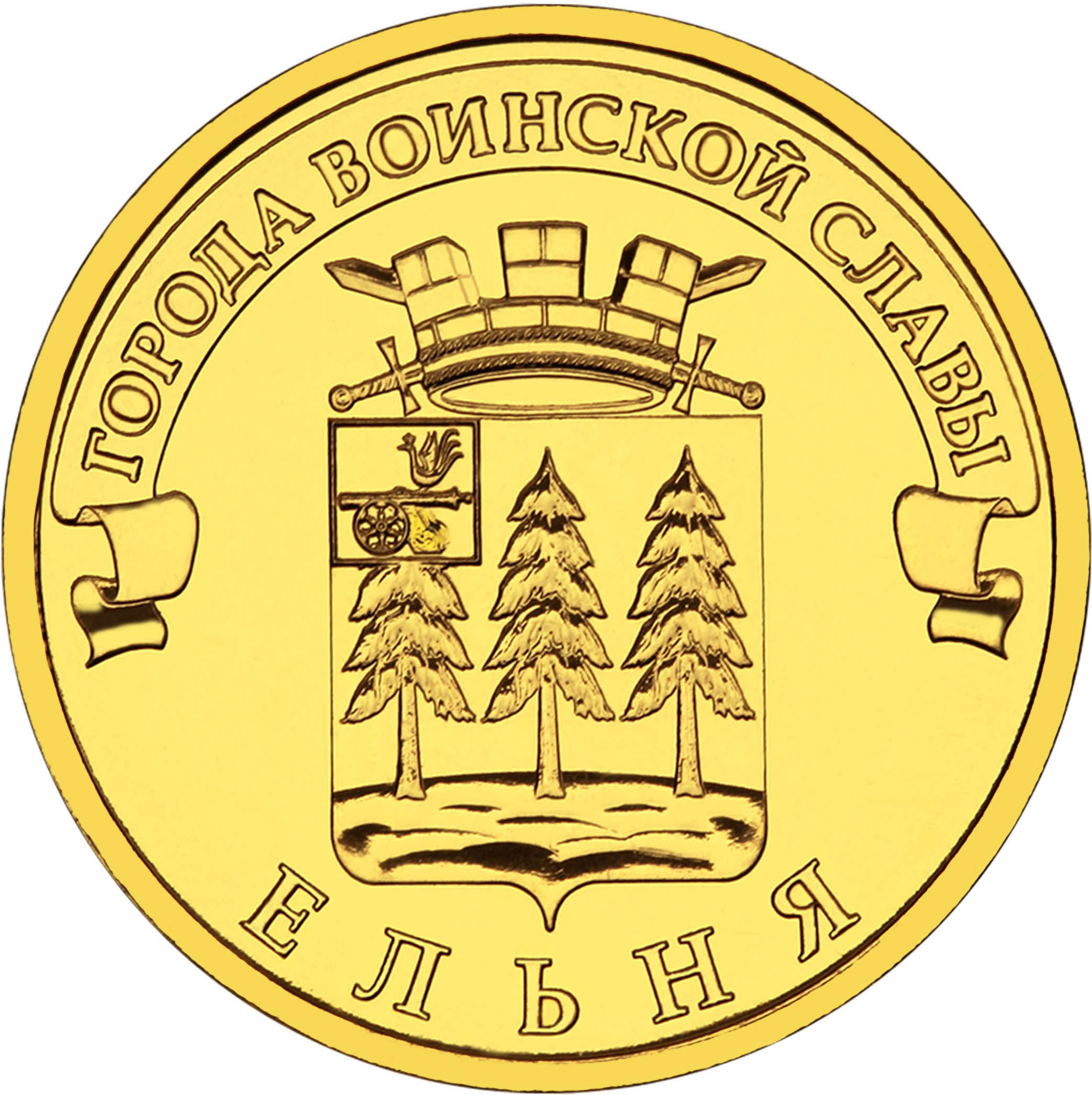
Герб Ельни на памятной монете Банка России номиналом 10 рублей (2011) из серии «Города воинской славы»
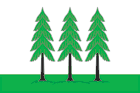
Флаг Ельни

## Население
| 1856    | 1897    | 1913    | 1926    | 1931    | 1939    | 1959    | 1970    | 1979    |
| ------- | ------- | ------- | ------- | ------- | ------- | ------- | ------- | ------- |
| 3700    | ↘2400   | ↗7500   | ↘4400   | ↘4300   | ↗7132   | ↘6897   | ↗8336   | ↗9078   |
| 1989    | 1992    | 1996    | 1998    | 2000    | 2001    | 2002    | 2003    | 2005    |
| ↗9868   | ↘9500   | ↗10 700 | ↗11 600 | ↘10 900 | ↘10 700 | ↗10 798 | ↗10 800 | ↘10 300 |
| 2006    | 2007    | 2008    | 2009    | 2010    | 2011    | 2012    | 2013    | 2014    |
| ↘10 200 | ↘10 000 | ↗10 100 | ↘9991   | ↘9900   | ↗10 100 | ↘10 025 | ↘9783   | ↘9573   |
| 2015    | 2016    | 2017    | 2018    | 2019    | 2020    | 2021    | 2024    |         |
| ↘9463   | ↘9324   | ↘9168   | ↘8993   | ↘8832   | ↘8743   | ↘8332   | ↘7911   |         |

На 1 января 2025 года по численности населения город находился на 989-м месте из 1124 городов Российской Федерации.
Национальный состав
По итогам переписи населения 2020 года проживали следующие национальности (национальности менее 0,1 % и другое, см. в сноске к строке «Другие»):
| Национальность | Численность, чел. | Доля     |
| -------------- | ----------------- | -------- |
| Русские        | 7745              | 92,95 %  |
| Украинцы       | 89                | 1,07 %   |
| Татары         | 55                | 0,66 %   |
| Белорусы       | 53                | 0,64 %   |
| Таджики        | 49                | 0,59 %   |
| Армяне         | 35                | 0,42 %   |
| Азербайджанцы  | 24                | 0,29 %   |
| Аварцы         | 17                | 0,20 %   |
| Молдаване      | 16                | 0,19 %   |
| Узбеки         | 12                | 0,14 %   |
| Даргинцы       | 10                | 0,12 %   |
| Другие         | 227               | 2,73 %   |
| Итого          | 8332              | 100,00 % |

## Образование и культура
- три средние школы
- Ельнинская спортивная школа

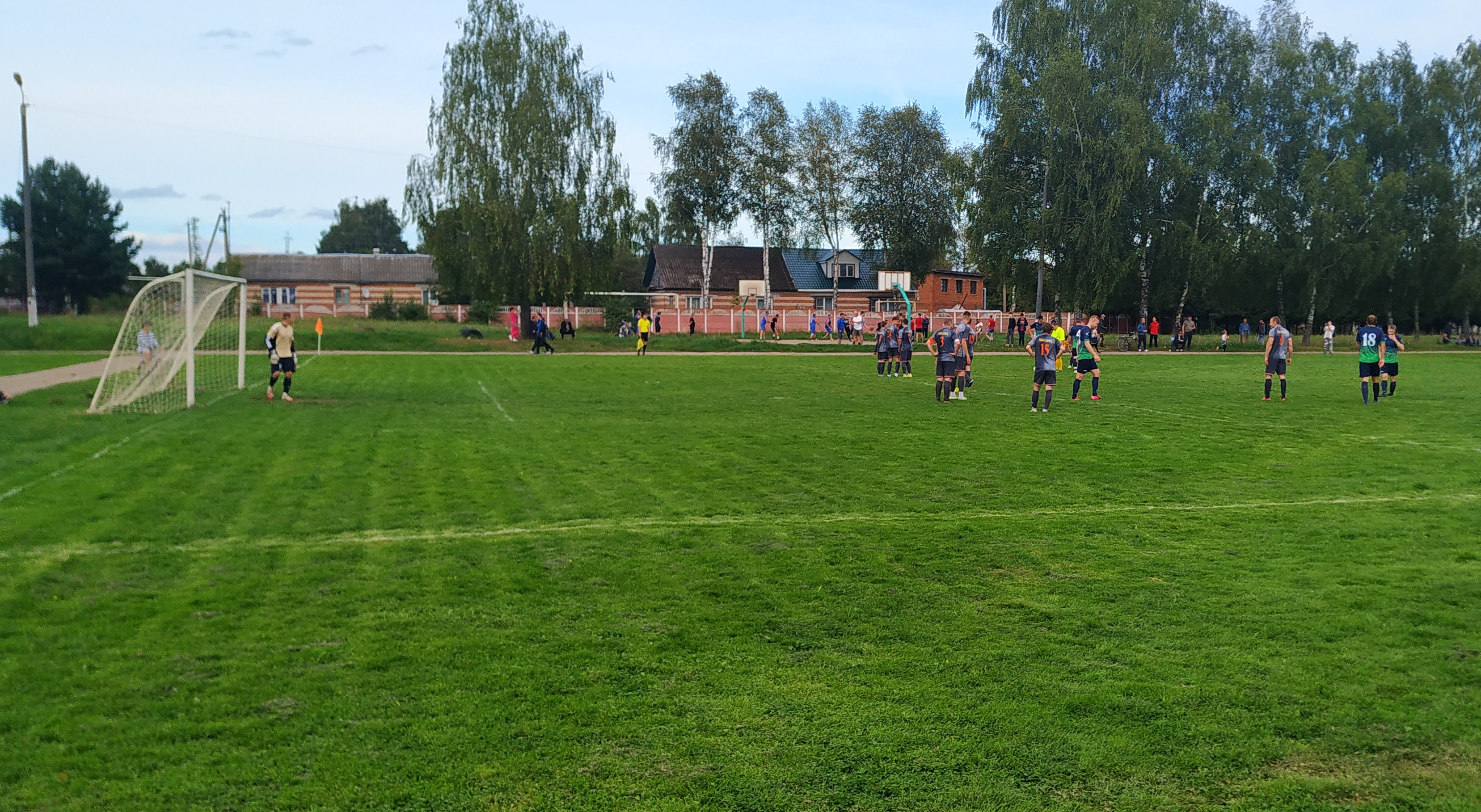
Футбольный матч «Гвардеец» (Ельня) — «Днепр» (Холм-Жирковский)

- учреждения начального профессионального образования
- СОГОУ СПО «Ельнинский сельскохозяйственный техникум» (официальный сайт)
- дом культуры, библиотека, краеведческий музей

## Транспорт
Железнодорожная станция на линии Смоленск — Сухиничи.

Региональная автомобильная дорога Р137 Сафоново (М1 — Дорогобуж — Ельня — Рославль (А101).

## Достопримечательности
На левом берегу Десны, при впадении в неё речки Городианки, на невысоком холме, сохранились остатки городища XII века.
С 1780 Ельня развивалась по регулярному плану с геометрически правильной сеткой улиц, застроенных деревянными домами. В конце XVIII — начале XX вв. построены каменные здания: вокзальный комплекс, водонапорная башня в стиле псевдоготики, гимназия, магазины; в основном в правобережной части города.
После войны застраивалась с сохранением исторической структуры города. Церковь Илии Пророка (1992). На центральной площади (в сквере боевой славы) — мемориал в честь первых гвардейцев (1971).
В 21 км к югу от Ельни, в селе Новоспасское, — Музей-усадьба композитора М. И. Глинки. Усадебный дом (1807-10). Церковь Тихвинской иконы Божией Матери (1786).
В селе Уварово — церковь Спаса Нерукотворного (1790)
В 1971 году в городском парке был воздвигнут памятник Советской Гвардии. Бронзовая скульптурная композиция, изображающая четырёх воинов (скульптор А. Г. Сергеев, архитектор Г. С. Трошин).

## Фотогалерея

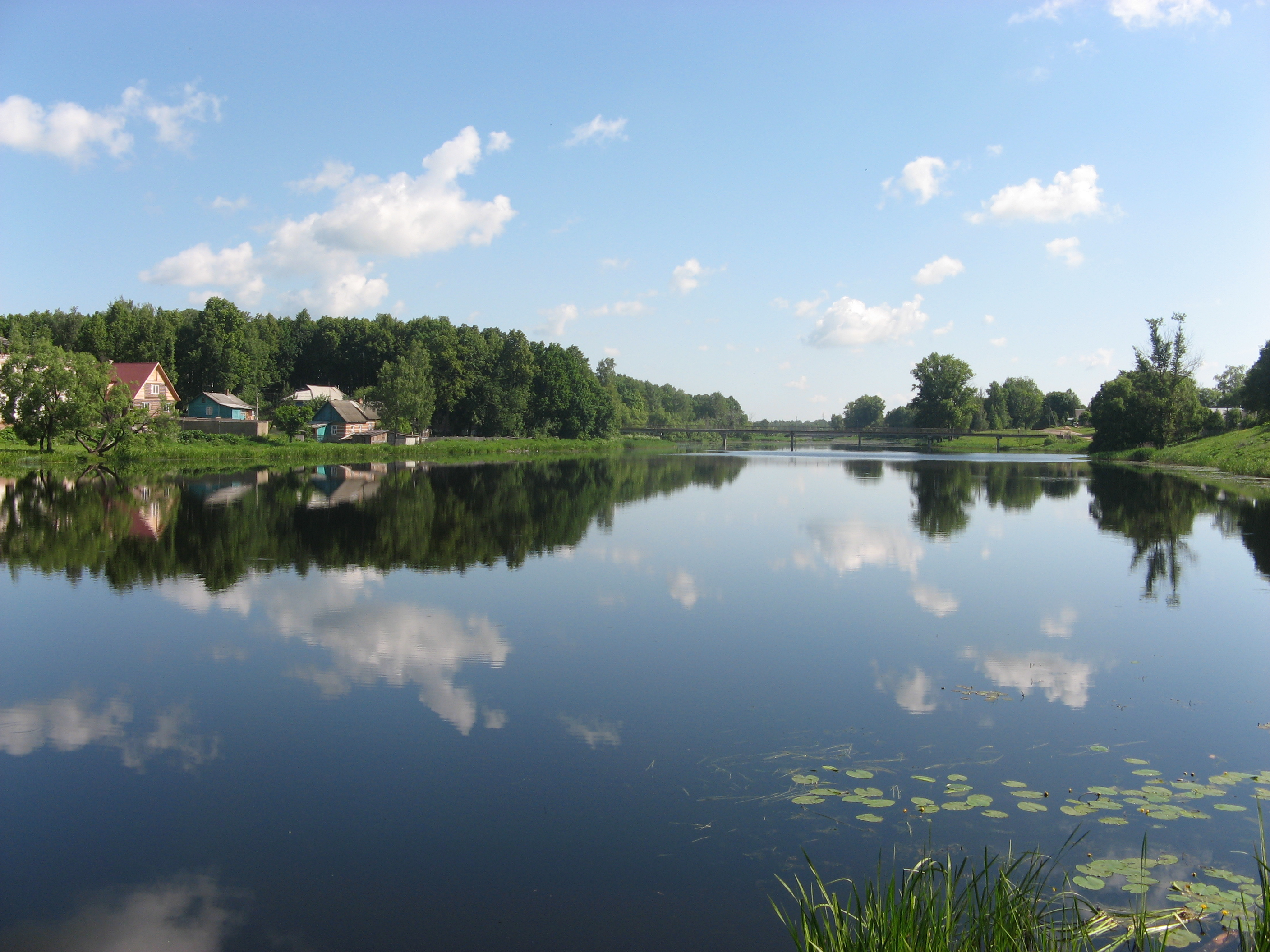
Десна в Ельне
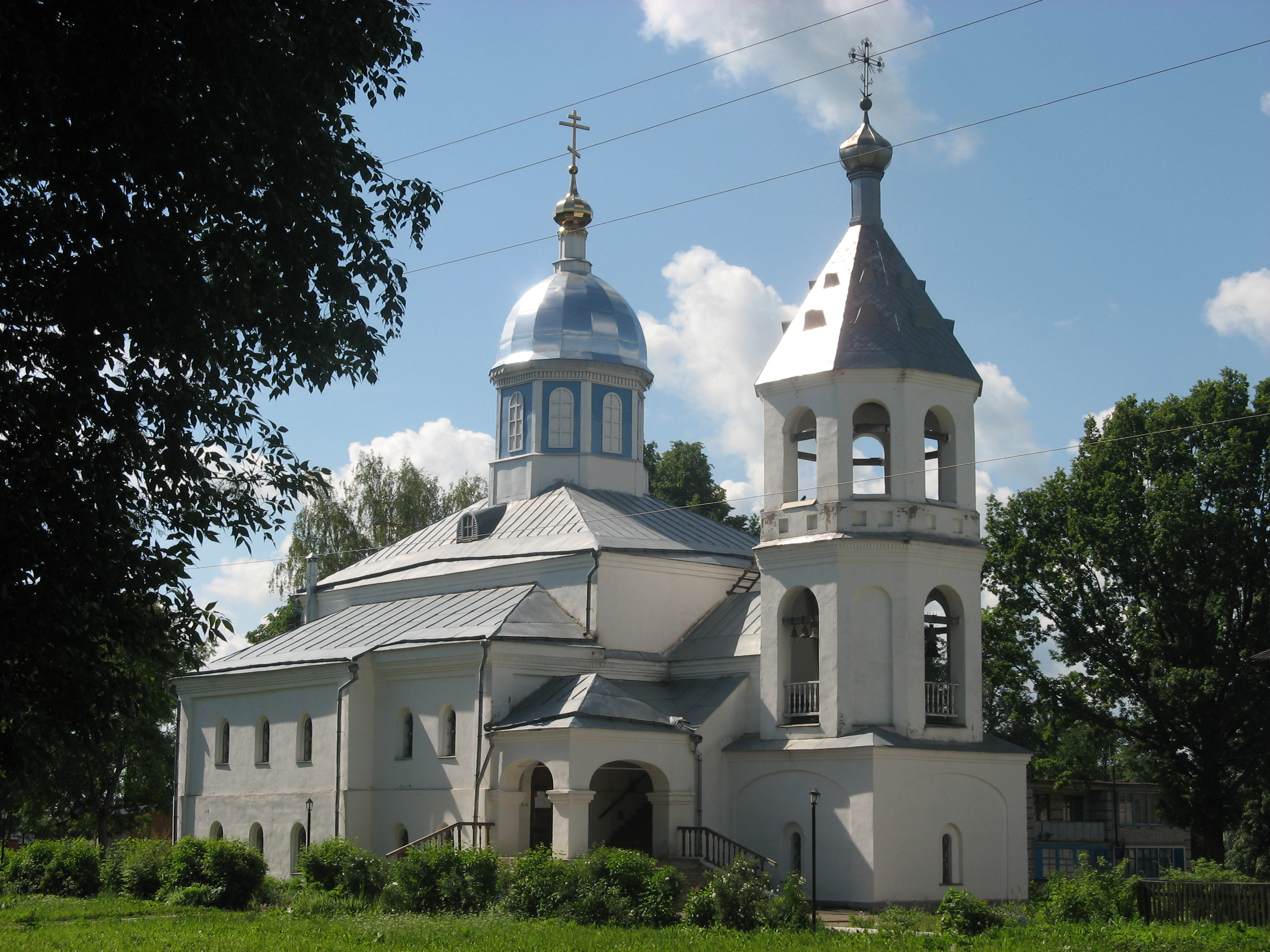
Ильинская церковь
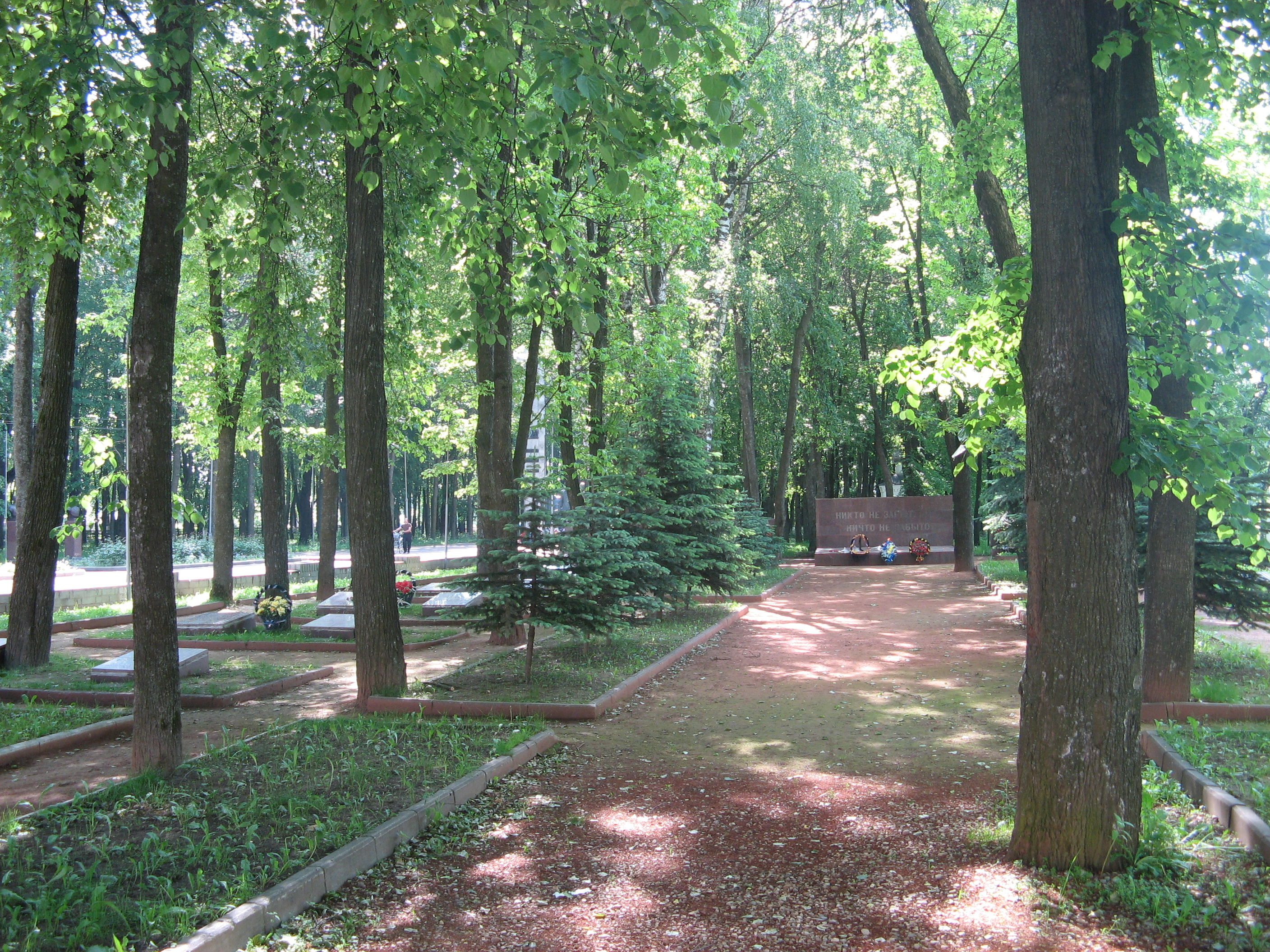
Братская могила в городском сквере
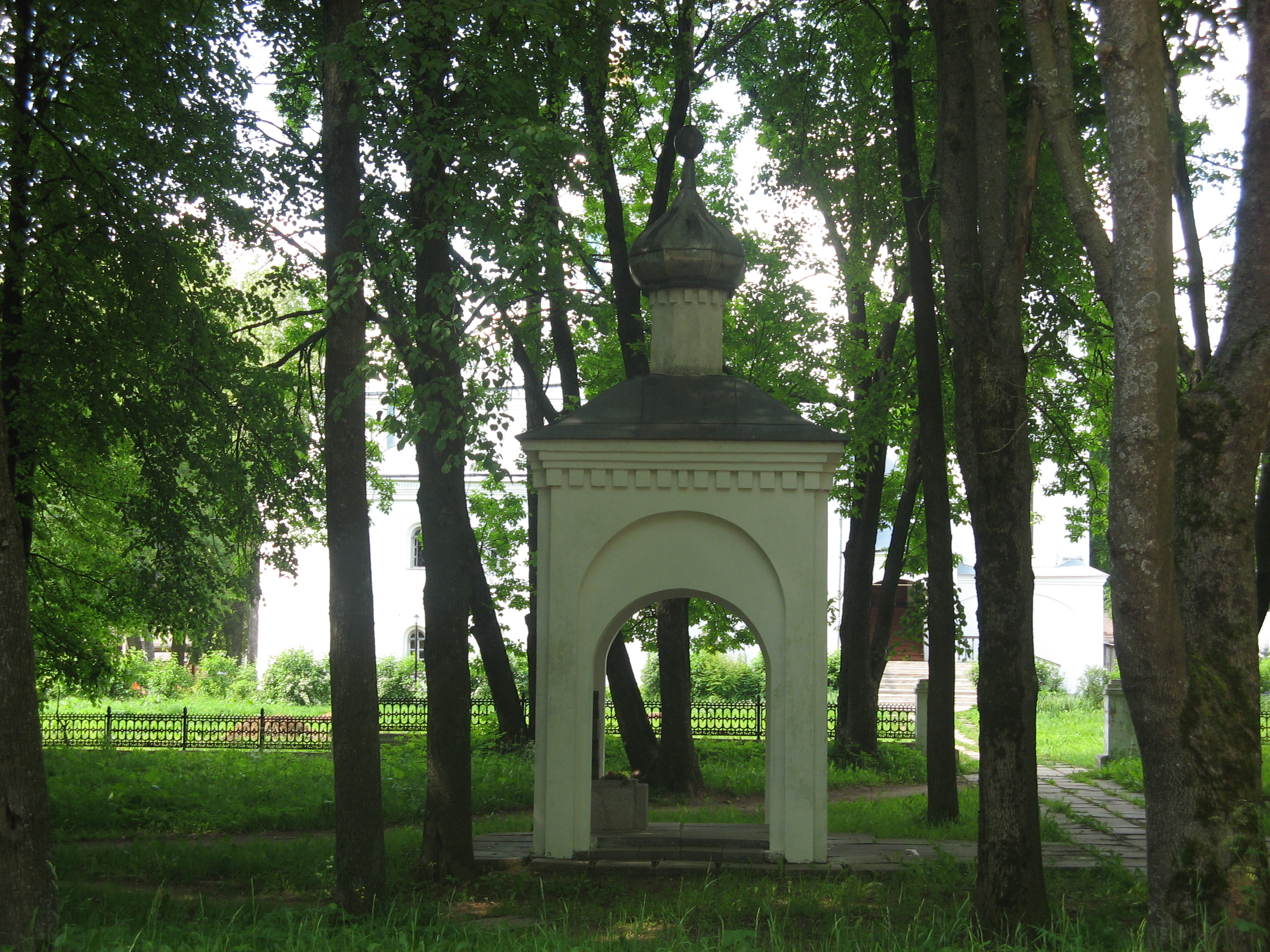
Часовня в парке
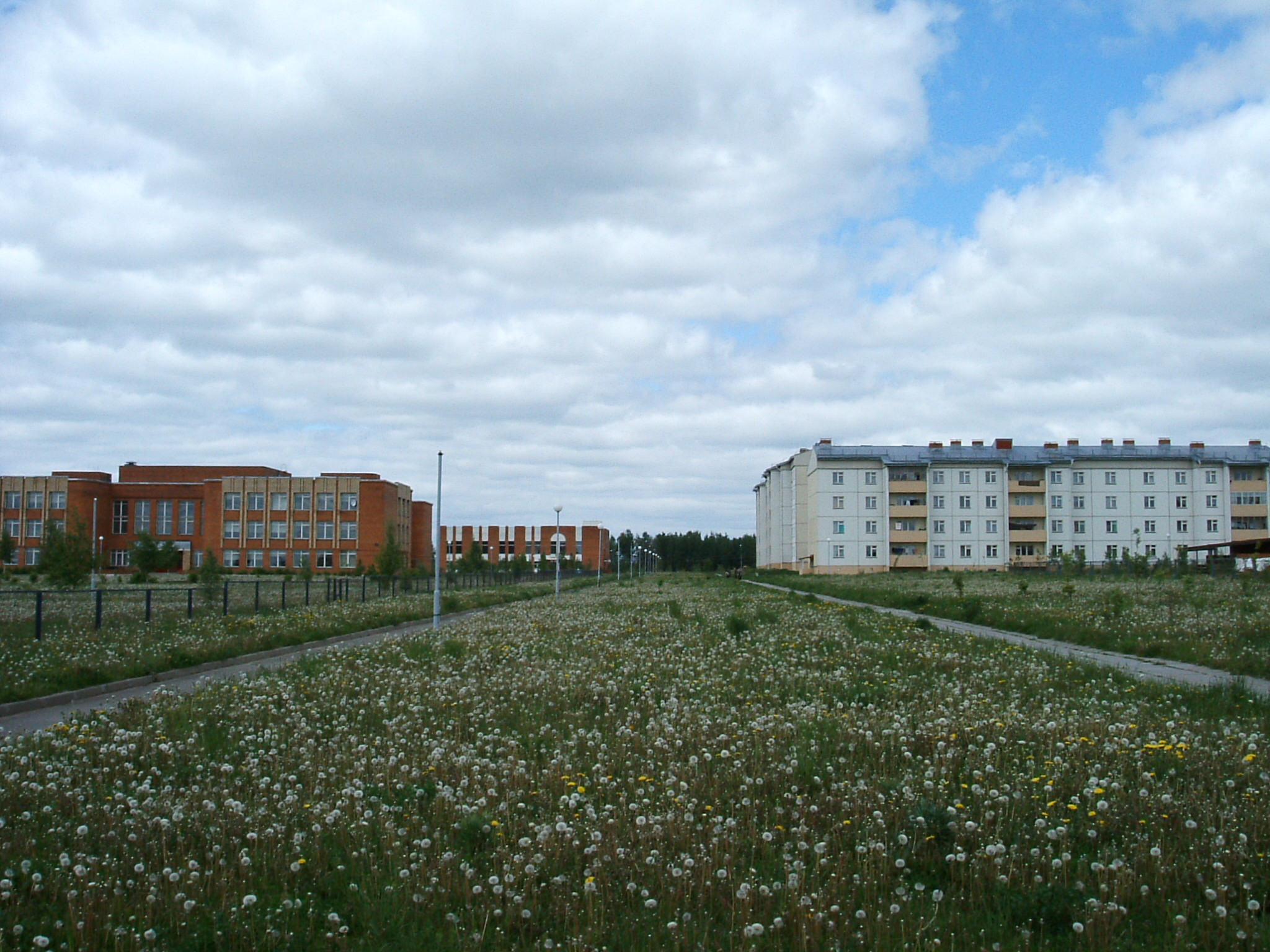
Кутузовский микрорайон
Стела «Город воинской славы» в Ельне